# 逢妻町 (豊田市)
逢妻町（あいづまちょう）は、愛知県豊田市の地名。現行行政地名は逢妻町1丁目から5丁目。

## 地理
豊田市西部、挙母地区の北部に位置し、東は高原町、西は貞宝町、南は横山町、北は大清水町に接する。

### 学区
- 豊田市立朝日小学校（二丁目と三丁目の一部、県営逢妻団地は豊田市立浄水小学校[2]）
- 豊田市立崇化館中学校（二丁目と三丁目の一部、県営逢妻団地は豊田市立浄水中学校[2]）

### 河川
- 逢妻女川
- 布袋子川

## 歴史

### 町名の由来
逢妻女川上流に位置することによる。

### 人口の変遷
国勢調査による人口および世帯数の推移。
| 1995年（平成7年）  | 223世帯 685人 |  |
| 2000年（平成12年） | 172世帯 490人 |  |
| 2005年（平成17年） | 207世帯 585人 |  |
| 2010年（平成22年） | 249世帯 700人 |  |
| 2015年（平成27年） | 228世帯 633人 |  |
| 2020年（令和2年）  | 229世帯 607人 |  |

### 沿革
- 1959年（昭和34年）5月1日 - 大字梅坪の一部より、逢妻町が成立[3]。

## 交通
- 国道155号（国道248号重複）
- とよたおいでんバス21保見・豊田線（名鉄バスが運行）[4]：（豊田市 方面 - ）横山町 - 伊保原団地口 - 大清水町（ - 浄水駅・保見団地 方面）

## 施設
- 服部ダイカスト工業
- 石塚興業
- 精文館書店豊田西店
- 県営逢妻住宅
- apollostationセルフ逢妻店（エザキ株式会社が運営）

### WEB
1. ↑  “愛知県豊田市の町丁・字一覧”.   人口統計ラボ. 2024年2月26日閲覧。
2. 1 2  総務省統計局 (2022年2月10日). “令和2年国勢調査の調査結果(e-Stat) - 男女別人口，外国人人口及び世帯数－町丁・字等” (CSV). 2023年8月2日閲覧。
3. ↑  “愛知県豊田市の郵便番号一覧”.   日本郵便. 2024年2月23日閲覧。
4. ↑  “市外局番の一覧” (PDF).   総務省 (2022年3月1日). 2022年3月22日閲覧。
5. ↑  “ナンバープレートについて”.   一般社団法人愛知県自動車会議所. 2024年1月21日閲覧。
6. ↑  総務省統計局 (2014年3月28日). “平成7年国勢調査の調査結果(e-Stat) - 男女別人口及び世帯数 －町丁・字等” (CSV). 2021年7月20日閲覧。
7. ↑  総務省統計局 (2014年5月30日). “平成12年国勢調査の調査結果(e-Stat) - 男女別人口及び世帯数 －町丁・字等” (CSV). 2021年7月20日閲覧。
8. ↑  総務省統計局 (2014年6月27日). “平成17年国勢調査の調査結果(e-Stat) - 男女別人口及び世帯数 －町丁・字等” (CSV). 2021年7月21日閲覧。
9. ↑  総務省統計局 (2012年1月20日). “平成22年国勢調査の調査結果(e-Stat) - 男女別人口及び世帯数 －町丁・字等” (CSV). 2021年7月21日閲覧。
10. ↑  総務省統計局 (2017年1月27日). “平成27年国勢調査の調査結果(e-Stat) - 男女別人口及び世帯数 －町丁・字等” (CSV). 2021年7月21日閲覧。

### 書籍
1. ↑  「角川日本地名大辞典」編纂委員会 1989, p. 1760.
2. 1 2  豊田市. “あ行｜豊田市”. 豊田市ホームページ. 2024年6月6日閲覧。
3. 1 2  「角川日本地名大辞典」編纂委員会 1989, p. 61.
4. ↑  “busmap_sb_202404.pdf”.   豊田市. 2024年6月6日閲覧。